# Krölpa (Auma-Weidatal)
Krölpa ist ein Ortsteil der Landgemeinde Stadt Auma-Weidatal im Landkreis Greiz in Thüringen.

## Geografie
Das Straßendorf Krölpa liegt schon lange Zeit an einer Hauptverbindungsstraße von Süd nach Nord. Vor dreihundert Jahren war es die Handelsstraße von Nürnberg nach Leipzig. Heute ist sie die Bundesstraße 2 in gleiche Richtungen, die aber jetzt mehr über die Bundesautobahn 9 befahren werden.
Die Gemarkung des Ortes liegt auf einer kupierten Hochebene des nach Norden auslaufenden Südostthüringer Schiefergebirges. Diese Böden des Schiefergebirges haben durch den hohen Feinerdeanteil und hohen Humusgehalt eine gute Bodenfruchtbarkeit. Nördlich der Gemarkung beginnt dann der Wald bei Auma.

## Geschichte
Die urkundliche Ersterwähnung des Dorfes wurde am 6. Februar 1278 archiviert. Um 1730 wurde eine Kirche gebaut.

## Verkehr
Der Bahnhof Krölpa (b Auma) lag an der Bahnstrecke Triptis–Marxgrün. Diese ist stillgelegt. Bei der durch den Ort führenden Landesstraße handelt es sich um die in diesem Abschnitt zurückgestuften Bundesstraße 2.